# At (Unix)
at – komenda systemów z rodziny Uniksa używana do ustawienia wykonania jakiegoś polecenia o zadanej godzinie w przyszłości.
at pobiera ze standardowego wejścia listę poleceń i grupuje je w pojedyncze zadanie (ang. at-job), które zostaje wykonane o zadanym czasie. Po wykonaniu żądanej sekwencji poleceń at może wysłać poprzez e-mail powiadomienie, do użytkownika który operację zlecił. Listę poleceń do wykonania można wczytać z pliku zamiast standardowego wejścia.
at używa daemona atd, który cyklicznie sprawdza listę zadań, wykonując je o oznaczonym czasie. Demon ten może być tak skonfigurowany, aby wykonywał zaplanowane zadania, tylko gdy obciążenie systemu (mierzone jako load average) jest nie wyższe niż zadany próg.

## Użycie

### Dodanie nowego zadania
Aby dodać nowe polecenie, wystarczy za pomocą polecenia echo przekazać komendę dla at podając dodatkowo kiedy lub za ile czasu ma się wykonać. W poniższym przykładzie zostało zlecone uruchomienie skryptu foo.sh za godzinę.
```
 
$
 
echo
 
'foo.sh'
 
|
 
at
 
now
 
+
 
1
 
hour

```

Ten sam efekt można uzyskać w ten sposób. Może okazać się on pomocny, gdy do wykonania jest parę poleceń.
```
 
$
 
at
 
now
 
+
 
1
 
hour

 
at>
 
foo.sh

 
at>
 
foo2.sh

 
at>
 
foo3.sh

 
at>
 
^D
 
#(Control-D zakończy wprowadzanie komend)

```

Inne przykłady użycia:
```
 
$
 
echo
 
'foo.sh'
 
|
 
at
 
2017
-04-30
     
# 30 kwietnia 2017 roku

 
$
 
echo
 
'foo.sh'
 
|
 
at
 
now
 
+
 
5
 
minute
 
# za 5 minut

 
$
 
echo
 
'foo.sh'
 
|
 
at
 
now
 
+
 
1
 
day
    
# jutro o tej samej porze

 
$
 
echo
 
'foo.sh'
 
|
 
at
 
2210
           
# o 22:10, jeśli dziś ta godzina minęła to wykona się jutro

```

### Wyświetlenie zaplanowanych zadań
Polecenie atq służy do wypisania listy aktualnie zleconych zadań. W pierwszej kolumnie znajduje się identyfikator zadania, potem kolejno data zaplanowanego uruchomienia oraz osoba zlecająca. W tym wypadku user.
```
 
$
 
atq

 
44
	
Fri
 
Apr
 
28
 
20
:14:00
 
2017
 
a
 
user

 
45
	
Fri
 
Apr
 
28
 
20
:19:00
 
2017
 
a
 
user

```

### Usunięcie zaplanowanych zadań
Gdy znane jest id zadania, to poleceniem atrm <identyfikator_zadania> można je usunąć.
```
 
$
 
atq

 
44
 
Fri
 
Apr
 
28
 
20
:14:00
 
2017
 
a
 
user

 
45
 
Fri
 
Apr
 
28
 
20
:19:00
 
2017
 
a
 
user

 
$
 
atrm
 
44
                          
#usunięcie zadania o id 44

 
$
 
atq

 
45
 
Fri
 
Apr
 
28
 
20
:19:00
 
2017
 
a
 
user

 
$
 
atrm
 
45
                          
#usunięcie zadania o id 45

 
$
 
atq

 
$

```